# 朴興植 (実業家)
朴 興植（박 흥식、パク・フンシク、1903年（明治36年）9月26日 - 1994年5月10日）は、大韓民国の実業家。

## 概要
1931年（昭和6年/民国13年）、朝鮮民族による初めての百貨店である和信百貨店を創業した。1939年（昭和14年/民国21年）には、西友師範学校を前身とする五星学校を受け継いで、朝鮮飛行機工業学校に改称した。太平洋戦争中は、1941年（昭和16年/民国23年）8月に発足した興亜報国団に参加した。1945年（昭和20年/民国27年）の光復後、学校法人光神学院を設立したが、1949年（檀紀4282年）、日本帝国主義の軍事費調達のため財産献納を主導した、などを理由として、反民族行為特別調査委員会による最初の逮捕者となった。
没後の1996年に光神学院同窓会が銅像を寄贈したが、親日派との抗議行動を受けて2001年に校内から撤去された。